# Hongqiao Road
Hongqiao Road (虹桥路) is een station van de metro van Shanghai, gelegen in het district Changning. Het station werd geopend op 26 december 2000 en is onderdeel van lijn 3, lijn 4 (sinds 31 december 2005) en lijn 10 (sinds 10 april 2010).